# 木津みずき
木津 みずき（きづ みずき、1980年9月6日 - ）は、日本のタレント。川原麻衣とのコンビ「赤と黒」で、お笑いタレントとしても活動した。オスカープロモーションに所属していた。

## 略歴・人物
- 静岡県御殿場市出身。身長166cm、B86・W59・H85。
- 15歳から20歳まで、モデルとして活動していた。
- かつてはジャパン・ミュージックエンターテインメント所属の、鉄谷沢美とのお笑いコンビ『レトルト』のメンバーとして活動。レトルトの二人で『釣り・ロマンを求めて』（テレビ東京）で、沖釣り娘（7人組）としても出演していた。
- その後オスカープロモーションに移籍、2007年3月頃に川原麻衣と出会い、所属事務所の社長に言われて「赤と黒」を結成[1]。同年5月に東京・神楽坂で赤と黒としてライブに初出演する。
- 2007年、オスカープロモーションの芸能人女子フットサルチーム『表参道BEAUTY』に入団。背番号は『8』。現在はチームは解散している。

## 出演

### テレビ
- オーシャンズTV（東海テレビ放送） - 赤と黒として出演
- 大笑点（日本テレビ） - 『サバイバル大喜利 笑点への道』に、赤と黒として出演
- ラジかるッ （日本テレビ） - 2008年2月8日『ウエスポーン!女ののど自慢』に、赤と黒として出演
- 恋愛百景（テレビ朝日） - 2008年8月18日
- 森田一義アワー 笑っていいとも!（フジテレビ） - 2009年6月4日「出たいドル」に赤と黒として出演
- 速報Jリーグ アッターゲームショー（スカパー!） - レギュラーMC

### ラジオ
- 志村けんのFIRST STAGE～はじめの一歩～（JFN、2007年9月15日）

### ライブ
- チョロ道 CHOROMICHI～チョロいと思って生きて来た～ （2007年9月3日）